# 未来水世界
《水世界》（英語：Waterworld）是一部1995年的美国科幻电影，该片由彼得·拉德（Peter Rader）和大衛·托伊编剧，凱文·雷諾斯执导，著名男演员、导演凯文·科斯特纳主演并担任制片人，影片的其他几位主要演员还包括丹尼斯·霍珀、珍妮·特里普里霍恩和蒂娜·米乔里诺，另外杰克·布莱克也在片中出演了一个小角色。

## 剧情
在21世紀初極地的冰蓋融化，海平面上升，覆蓋了地球上的每一個大陸。倖存的人類都散落在海洋上被稱為「環礁」，以廢金屬和破舊的海上船隻簡陋建造的浮動社區中。在不遠的將來，儘管土地為基礎的社會已經最終被遺忘，許多人仍然固守信仰神話“旱地”。
一個沒有名字，自稱「水手」的流浪者，到達一個環礁，用珍貴的泥土尋求交易。當水手意外顯露腳蹼和鰓且能夠在水下呼吸的突變後，環礁的長老們投票要將他淹沒在堆肥鹽水池裡。當他們開始降低水手進入污泥，被稱為“機動人”的當地海盜突襲環礁。機動人正在尋找一個名為伊諾拉的孤兒，據信旱地地圖刺在她的背上。機動人的領導者“執事”相信得到地圖就可以抵達旱地，並在其上建一座城。
伊諾拉和她的監護人海倫，曾計劃和一個發明家格雷戈爾一起離開浮動城市。然而，格雷戈爾意外啟動了他們計劃逃脫用的氣球，獨自離開。海倫轉而搶救水手使其免被污泥悶死，事後他同意用他的三體船幫助她們離開。
路途中，他們遇到的機動人的飛機，但海倫嘗試幫忙反而導致船受損，憤怒的水手切下了她們的頭髮用以修理船的繩子。海倫堅信旱地存在，要求水手告知發現泥土的位置。水手用潛水鐘與她下降到丹佛的廢墟，他從海底收集有用的物質。海倫隨即發現，前人類文明存在於陸地，並非一直生活在水面上。
當他們浮出水面，水手和海倫被機動人捕獲並威脅交出伊諾拉。他們為了逃脫潛入海裡，由於海倫不能在水下呼吸，水手用他的鰓幫助他們兩個呼吸。他們浮出水面，並找到了被破壞的三體船。他們被格雷戈爾用他的氣球救出並送往一個新的臨時環礁，其中還包含第一個環礁被攻擊後的倖存者。
利用之前捕捉的機動人摩托艇，水手出發追逐執事，發現執事在一艘大型廢船中與龐大的機動人成員慶祝，宣布他們已經發現了旱地地圖。之後成員們都到甲板下划船，水手走上甲板，那裡的執事正在研究伊諾拉的紋身。他威脅要用火炬丟入石油儲備槽，除非執事釋放伊諾拉。執事拒絕，所以水手點燃並丟下火炬。廢船爆炸並開始下沉，而水手與伊諾拉用高達格雷戈爾的氣球逃脫。
執事想要搶奪伊諾拉，但海倫拋出了一瓶子擊中他，致使他摔倒。他拔出手槍，射斷了氣球的一條繩索，導致伊諾拉落入海中。執事登上摩托艇並命令另外兩個滑水機動人一起追捕伊諾拉。水手情急之下在腳踝上綁了一根繩子，跳下氣球搶回伊諾拉。繩索的拉扯讓他們及時避開摩托艇，摩托艇相撞爆炸。
格雷戈爾解密使用的是国家地理雜誌在地圖上的亞洲符號。他意識到，他們的坐標並指導他的氣球在那個方向。最终他們發現旱地——珠穆朗玛峰，這裡充滿青翠的綠地與淡水，森林和野生動物。格雷戈爾，伊諾拉，海倫和其他環礁倖存者找到伊諾拉的父母遺留的一間小屋，并準備定居。但水手最终仍決定離開，因為海洋才是他的家。

## 演员表
- 凯文·科斯特纳饰水手
- 丹尼斯·霍珀饰执事
- 杰克·布莱克饰飞行员
- 蒂娜·米乔里诺（英语：Tina Majorino）饰Enola
- 珍妮·特里普里霍恩（英语：Jeanne Tripplehorn）饰Helen

## 制作
主體拍攝於1994年6月27日開始，於夏威夷進行製作。

## 发行

### 票房
《水世界》上映初期曾登上了票房榜冠军的位置，但之后就开始走下坡路，虽然获得了第68届学院奖音效奖提名也没能挽回这一趋势。一些评论家因为影片高昂的拍摄成本而称其为“鱼斯达”（"Fishtar"）或“凯文之门”（"Kevin's Gate"），嘲笑影片就像《伊斯达》或《天堂之门》一样无论票房还是评论都惨不忍睹。
本片的拍摄预算高达1亿7500万美元，后期宣传和发行开销约6千万美元，总成本达2亿3500万美元，但是在北美地区上映的票房收入仅为8800万美元。在海外市場的表现則是好得多，收入为北美地区总票房的两倍，1亿7600万美元。全球总票房为2亿6400万美元，考虑到高昂的拍攝成本所反映的雄心，这样的成绩十分難堪。一直到录像带发行并获得成功后，《水世界》才开始实现盈利。

### 专业评论
烂番茄新鲜度42%，Metacritic上得到56分，获得混合口碑。

### 获奖与提名
| 分类           | 奖项         | 提名人        | 结果 |
| -------------- | ------------ | ------------- | ---- |
| 学院奖         | 音效         |               | 提名 |
| 土星奖         | 最佳科幻片   |               | 提名 |
| 土星奖         | 最佳服装     |               | 提名 |
| 英国电影学院奖 | 最佳视觉效果 |               | 提名 |
| 金酸莓奖       | 最差影片     |               | 提名 |
| 金酸莓奖       | 最差男主角   | 凯文·科斯特纳 | 提名 |
| 金酸莓奖       | 最差导演     | 凯文·雷诺兹   | 提名 |
| 金酸莓奖       | 最差男配角   | 丹尼斯·霍珀   | 獲獎 |

## 改編小說
作者：Max Allan Collins
小說書目
| 書名 | 出版社                | 出版日期 | 叢書 | 規格 | 頁數  | ISBN               | 備註 |
| ---- | --------------------- | -------- | ---- | ---- | ----- | ------------------ | ---- |
|      | Berkley Books（美國） | 1995年   |      |      | 324頁 | ISBN 9781572970014 |      |

中譯本
| 書名 | 出版社           | 出版日期      | 叢書         | 規格   | 頁數  | ISBN               | 備註         |
| ---- | ---------------- | ------------- | ------------ | ------ | ----- | ------------------ | ------------ |
|      | 皇冠文化（臺灣） | 1995年10月5日 | 熱門映象(31) | 平裝書 | 291頁 | ISBN 957-33-1258-1 | 譯者：姜恩娜 |